# 7th Symphony
Albums de Apocalyptica
Worlds Collide
(2007) Wagner Reloaded: Live in Leipzig
(2013)
7th Symphony est le septième album studio du groupe de metal finlandais Apocalyptica, sorti le 23 août 2010 chez Sony Music Germany.
Il fait état de plusieurs invités tels que : Gavin Rossdale (Bush), Brent Smith (Shinedown), Dave Lombardo (Slayer), Lacey Mosley (Flyleaf) et Joe Duplantier (Gojira).
Trois singles ont été tirés de cet album : End of Me (28/06/2021), Broken Pieces (22/10/2010) et Not Strong Enough (01/11/2010).

## Liste des pistes
| No  | Titre                                     | Durée |
| --- | ----------------------------------------- | ----- |
| 1.  | At the Gate of Manala                     | 7:03  |
| 2.  | End of Me (avec Gavin Rossdale)           | 3:28  |
| 3.  | Not Strong Enough (avec Brent Smith)      | 3:36  |
| 4.  | 2010 (avec Dave Lombardo)                 | 4:30  |
| 5.  | Through Paris In a Sportscar              | 3:52  |
| 6.  | Beautiful                                 | 2:18  |
| 7.  | Broken Pieces (avec Lacey Mosley)         | 3:54  |
| 8.  | On the Rooftop With Quasimodo             | 4:59  |
| 9.  | Bring Them To Light (avec Joe Duplantier) | 4:44  |
| 10. | Sacra                                     | 4:22  |
| 11. | Rage of Poseidon                          | 8:41  |
| 12. | The Shadow of Venus                       | 6:06  |